# The Bricklayer
The Bricklayer è un film statunitense del 2022 diretto da Renny Harlin.

## Trama
L'ex agente della CIA Steve Veil viene trascinato nell'ombra per affrontare un estorsore che minaccia l'esistenza dell'agenzia, svelando una complessa rete di intrighi imbarcandosi in una missione pericolosa.